# Siddheshwor
Siddheshwor (nepalski: सिध्देश्वर) – gaun wikas samiti w zachodniej części Nepalu w strefie Lumbini w dystrykcie Palpa. Według nepalskiego spisu powszechnego z 2001 roku liczył on 576 gospodarstw domowych i 3025 mieszkańców (1632 kobiet i 1393 mężczyzn).